# May Emory
May Emory, nasceu Lizzie May Emory, foi uma atriz norte-americana. Ela apareceu em 28 filmes entre 1915 e 1919. Ela foi casada com o ator Harry Gribbon, irmão do também ator Eddie Gribbon.
Emory nasceu em agosto de 1885, em Austin, Illinois, Estados Unidos.